# Bets Dekens
Berendina Johanna (Bets) Dekens (Groningen, 25 oktober 1906 – aldaar, 13 augustus 1992) was een Nederlandse discuswerpster.

## Loopbaan
Dekens was een van de in totaal vijftig (elf vrouwen, negenendertig mannen) deelnemende Nederlandse atleten aan de Olympische Spelen van 1928 in Amsterdam, waar ze uitkwam op haar favoriete onderdeel, het discuswerpen. Ze sneuvelde in de kwalificatieronde met een beste poging van 29,36 m.
Bets Dekens trad later in het huwelijk met De Vries.

## Persoonlijk record
| Onderdeel    | Prestatie | Datum        | Plaats    |
| ------------ | --------- | ------------ | --------- |
| discuswerpen | 29,36 m   | 31 juli 1928 | Amsterdam |